# Samuel Streiff
Samuel Streiff (* 14. August 1975 in Zug) ist ein Schweizer Schauspieler und Sprecher.

## Leben
Samuel Streiff wuchs in London und Walchwil auf. Er absolvierte von 1995 bis 1998 ein Schauspielstudium an der Hochschule für Theater und Musik in Zürich. Danach hatte er ein Engagement am Theater St. Gallen und am Deutschen Theater Göttingen. Seither ist er freischaffend für verschiedene Produktionen in Deutschland, Italien, Frankreich und der Schweiz tätig.
Seit 2005 arbeitet er beim Schweizer Fernsehen (SRF) als Off-Sprecher für die Tagesschau und 10vor10.
Einem breiten Publikum wurde Samuel Streiff 2013 bekannt durch die Schweizer Fernsehserie Der Bestatter (2013–2019), wo er den Aargauer Kommissar «Reto Doerig» verkörperte. In der Morgenserie «Timo und Paps» auf Radio SRF 1 leiht er seit dem 24. August 2015 seine Stimme Paps, einem arbeitslosen deutschen Arzt, der sich mit seinem Sohn Timo (Fabienne Hadorn) am Frühstückstisch unterhält.

## Filmografie
- 2010: Die Schweizer – Dufour
- 2010: Länger Leben
- 2012: Die Lehrer
- 2014: Akte Grüninger
- 2016: Im Nirgendwo
- 2013–2019: Der Bestatter, TV-Krimi-Serie
- 2019: Amen Saleikum – Fröhliche Weihnachten, Fernsehfilm
- 2023: Der Bestatter – Der Film

## Theater
- 2009: Top Kids. Die Verteidigung der Freiheit am Theater Biel-Solothurn[4]
- 2011: Deviare – Vier Agenten – Part of a Movie
- 2014: Gift
- 2015: When i die
- 2016: Der Extremist von Jurij Andruchowitsch, Regie von Manfred Ferrari[5]
- 2019: Girl From The Fog Machine Factory von Thom Luz mit dem Theaterhaus Gessnerallee Zürich beim Berliner Theatertreffen[6]

## Auszeichnungen
- 1999: Förderpreis für Nachwuchsschauspieler, Armin Ziegler Stiftung Zürich[7]